# Delou

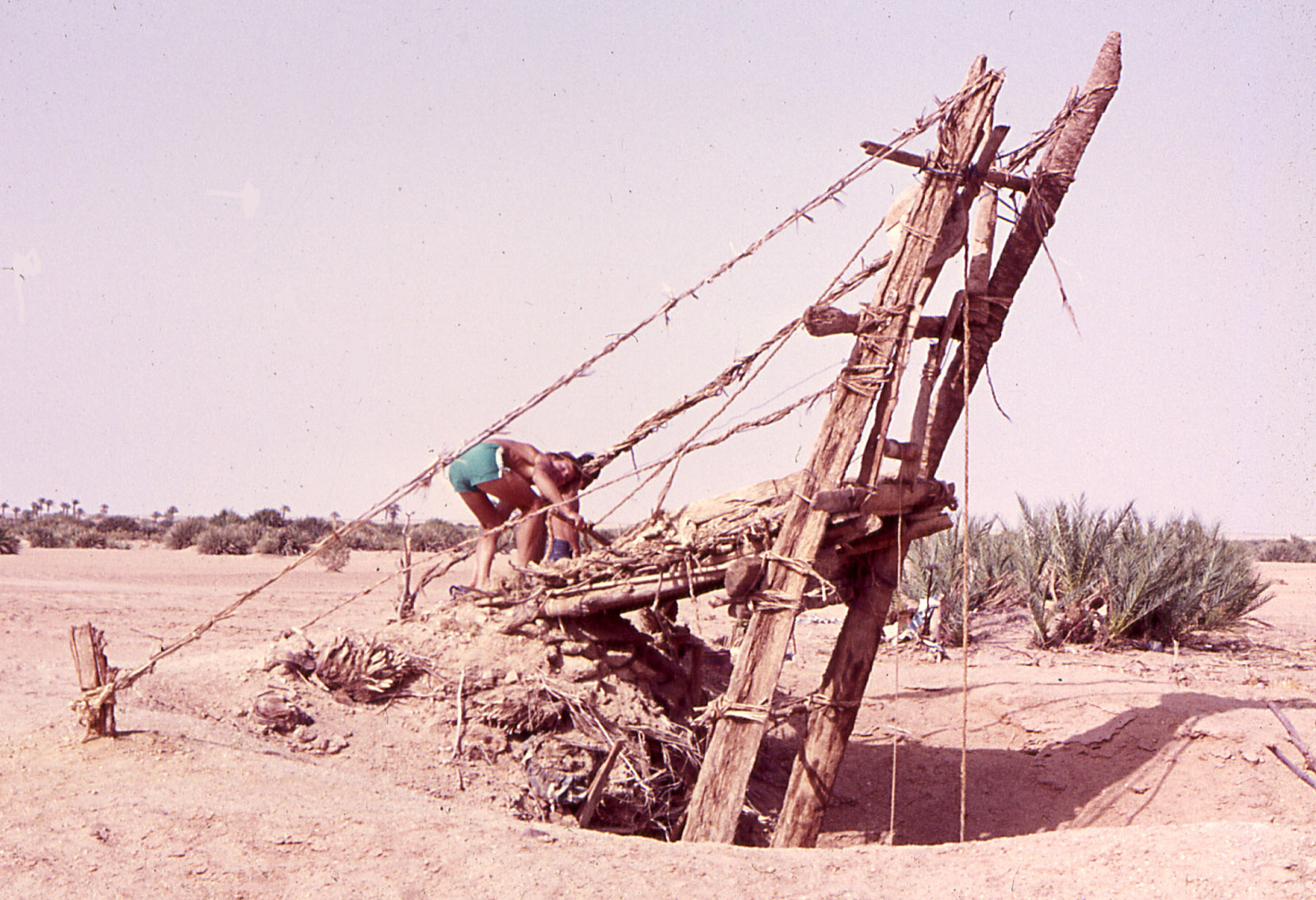
« Puits à delou » en Libye. En Libye comme dans une grande partie de l'Afrique, le puits à delou fait appel au halage du delou par des animaux de trait (à la différence du chadouf égyptien).

Le delou est une poche de cuir pour puiser de l'eau. Ce terme arabe est utilisé en particulier en Égypte. Le delou (ou, parfois, délou) est la puisette du système à contrepoids utilisé dans ce pays pour puiser de l'eau, et appelé chadouf,, système dont l'origine remonte à la Mésopotamie antique. 
Dans le reste de l'Afrique, on parlera très généralement de « puits à delou », dont le fonctionnement est assuré, non plus par un homme aidé par un contrepoids, mais par des animaux de trait avançant sur un chemin de halage.

## Histoire
Il semble avéré que chadouf et donc delou sont originaires de Mésopotamie,. Le delou y était en effet alors utilisé sous la forme du chadouf que l'on retrouve en Égypte. Placé le long des terrasses, il permettait ainsi d'irriguer des terres situées à huit mètres au-dessus de l'eau. Contrairement aux « puits à delou » utilisés aujourd'hui dans une grande partie de l'Afrique, c'était un homme (mais plus souvent deux hommes, pour améliorer le rendement du système) qui assurait la remontée du delou rempli de l'eau du puits, grâce au contrepoids. 
Connu en Mésopotamie depuis le troisième millénaire avant notre ère, le chadouf a ensuite été introduit dans l'Égypte antique à l'époque du Nouvel Empire, dès -1500, selon Fernand Braudel. Ce serait au système du chadouf et du delou, selon certains auteurs, qu'aurait fait allusion Moïse dans le Deutéronome lorsqu'il évoque la fatigante corvée d'eau pour irriguer les champs égyptiens pour l'opposer à la merveilleuse fécondité naturelle de la terre de Chanaam, arrosée par les cieux.

## Les différents types de «puits àdelou»

### Lechadoufégyptien à contrepoids

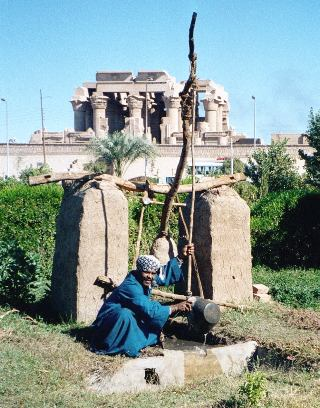
Chadouf égyptien, près de Kôm Ombo. L'image fait apparaître le delou et la perche basculante avec son contrepoids.

Le delou est à proprement parler le sac de cuir où sera recueillie l'eau, le chadouf étant l'ensemble formé par le delou, la perche à laquelle le delou est fixé, et la structure sur laquelle repose la perche. 
Le delou est relié à un cercle de bois attaché par une corde à l'extrémité d'une perche à l'autre bout de laquelle se trouve fixé un contrepoids, la perche elle-même reposant sur une structure en bois. Grâce au contrepoids, le delou se remonte aisément après qu'on l'ait plongé dans le puits pour en ramener l'eau. On déverse alors l'eau ainsi puisée dans un bassin pourvu d'une bonde.

### «Puits àdelou» à traction animale
À la différence du système à contrepoids utilisé dans le chadouf égyptien, on utilise fréquemment dans le reste de l'Afrique le halage du delou hors du puits par des animaux de trait, tels qu'ânes ou dromadaires, grâce à l'utilisation d'une poulie. Les delou ont une capacité allant de dix à soixante litres.
Le débit moyen d'un delou dans les régions africaines où il est utilisé est de l'ordre de cinquante litres toutes les quarante-cinq secondes, soit vingt-quatre à trente mètres cubes/jour.

#### Letekarkartnigérien
Dans le massif de l'Aïr, les Touaregs utilisent le système appelé improprement par certains auteurs « puits à delou », mais dont l'appellation locale est tekarkart, du nom de la poulie à laquelle la puisette est fixée. Cette puisette n'est donc pas stricto sensu un delou, terme arabe et non touareg (car le terme tamasheq est aga). 
Il s'agit cependant bien d'une variante de « puits à delou », et non d'un chadouf, dans la mesure où il fait appel à la traction animale et non à une perche basculante équipée d'un contrepoids. Le tekarkart fait appel en général à un bœuf, à défaut à un dromadaire. L'âne, en effet, est considéré comme montrant trop peu de constance dans l'effort pour être adapté à cette tâche. 
La différence entre le delou égyptien et celui utilisé ici tient essentiellement au fait que la puisette du tekarkart peut avoir soit le fond fermé (puisette des éleveurs), soit le fond ouvert et relié à un tuyau (puisette des jardiniers).

#### Autres régions d'Afrique
- En Tunisie, le delou est également utilisé ; il y donne par extension son nom au puits où l'on puise l'eau[12]. Le delou tunisien est en peau de bouc, et est suspendu à une poulie de bois d'olivier. Un animal de trait monte et descend le long d'un plan incliné pour faire fonctionner le système[13].

- En Libye, on fait appel également à des « puits à delou », que des animaux de trait font fonctionner.

- Au Maroc, les « puits à delou » se rencontrent aussi fréquemment dans le Tafilalet. Les delou sont ici fabriqués en peau de chèvre, et la traction permettant de le remonter du puits est assurée par un âne, un dromadaire, voire un homme, sur un chemin aménagé à cet effet[14].

- En Mauritanie, on utilise également le puits à delou, avec son bassin adjacent ; le delou est ici en peau de vache[15].

- En Afrique subsaharienne, les « puits à delou » sont également communs, par exemple au Mali, où le delou devient souvent une simple bâche, voire un morceau de chambre à air. Ce sont des dromadaires qui assurent la remontée du delou[16].